# Sony α900
La Sony α900 è una fotocamera reflex digitale (DSLR) presentata dalla Sony il 9 settembre 2008. È il sesto modello presentato da Sony per la propria gamma alpha (α).
La α900 segue direttamente la gamma Dynax di Minolta e può essere considerata come la discendente digitale della reflex a pellicola Minolta Dynax 9. Con la Alpha 900, Sony si rivolge alla clientela professionale e semi professionale. Grazie a caratteristiche come l'infodisplay sul lato superiore (molto simile a quello della Dynax 9), atipico per una reflex Sony Alpha, così come il mirino a pentaprisma con ingrandimento 0,74x e una chiara visione del 100% di copertura dell'area inquadrata.

## Storia
È presentata il 9 settembre 2008 durante la fase introduttiva del Photokina ed è in vendita sul mercato da ottobre 2008. Per la prima volta dotata di sensore a pieno formato, la fotocamera rappresenta l'ingresso di Sony nel mercato della fotografia digitale professionale. Tuttavia per garantire la retrocompatibilità, nell'uso delle ottiche DT progettate per i sensori APS-C, la dimensione dell'area di lettura sul sensore è ridotta conformemente (in modo simile a quanto avviene con le Nikon D3 e D700 al cambio tra ottica DX e FX (pieno formato).

## Caratteristiche
- Sensore a pieno formato 36×24 mm in tecnologia CMOS da 24,6 megapixel
- Due processori BIONZ
- Autofocus a 9 punti con doppi sensori a croce, 10 punti ausiliari e sensore per f/2,8
- Display da 3,0" ad alta risoluzione da 640x480 Pixel RGB (921.600 subpixel)
- Stabilizzatore immagine integrato nel sensore (Super Steady Shot inside)
- Protezione dalla polvere mediante rivestimento antistatico e sistema di autopulizia del sensore

## Caratteristiche particolari della fotocamera
Con la Alpha 900 Sony ha introdotto la sua prima reflex digitale a pieno formato, essa dispone di un sistema integrato di stabilizzazione dell'immagine (chiamato da Sony Super Steady Shot), questo sistema fa vibrare il sensore ed è un'innovazione valida laddove molti fotografi pensavano probabilmente non realizzabile su una fotocamera a pieno formato.
Il sensore CMOS, con risoluzione di 24,6 megapixel, all'uscita della fotocamera stabiliva il massimo per le fotocamere a pieno formato. Questa risoluzione era superata solo da fotocamere digitali professionali a medio formato come la Hasselblad H3D-31 con 31 megapixel o la successiva Hasselblad H3DII-50 con un sensore da 50 megapixel.